# Cratere Virve
Virve  è un cratere sulla superficie di Venere.